# Säkerhetskontroll (flygplats)

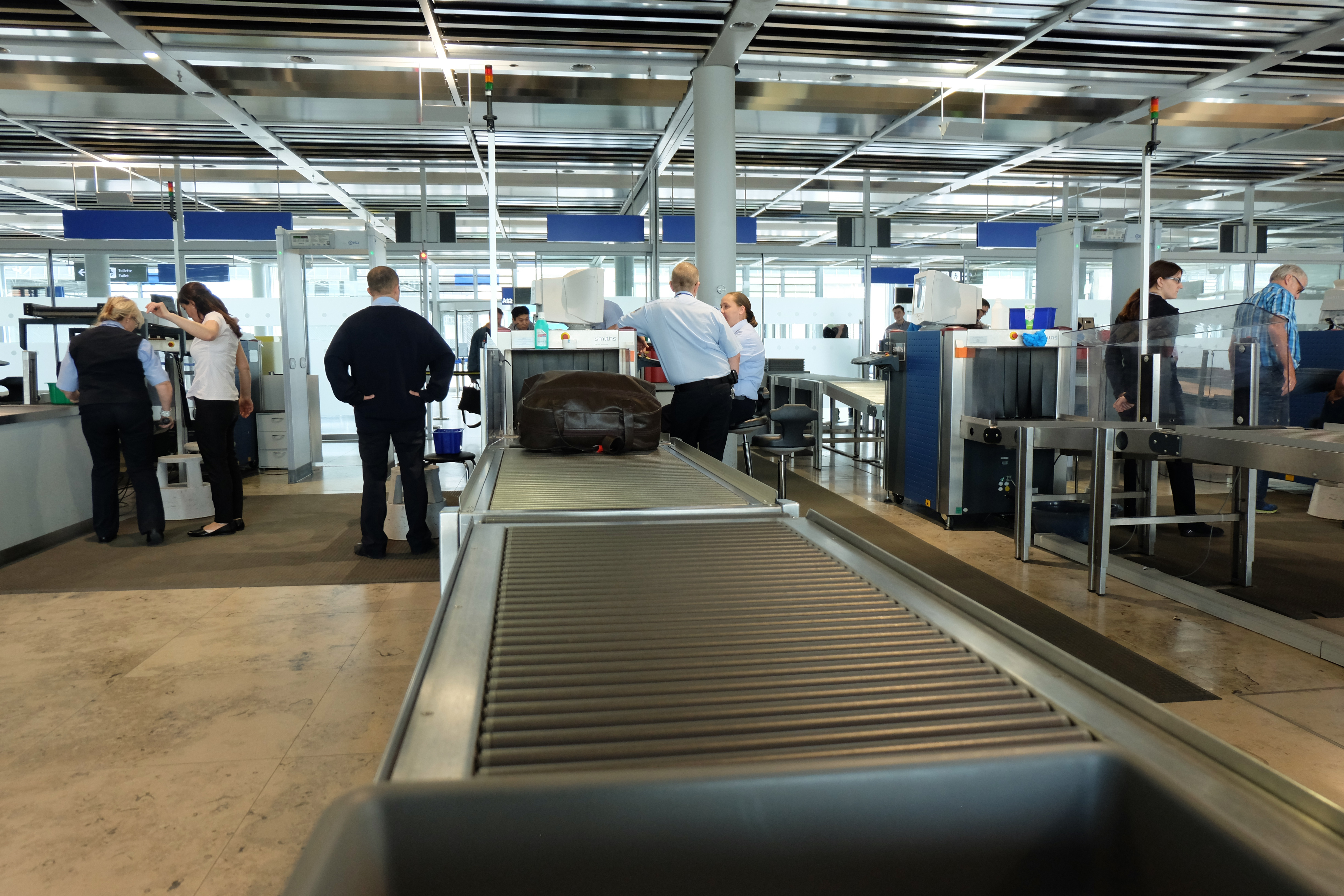
Säkerhetskontroll vid Nürnbergs flygplats i Tyskland.

Säkerhetskontroll är den kontroll som genomförs på flygplatser för att skydda den civila luftfarten mot brottsliga handlingar. Den genomförs dels med hjälp av tekniska metoder, såsom metalldetektorer, och av andra metoder såsom visitering.
Säkerhetskontrollen är en viktig del i luftfartsskyddet.

## Säkerhetskontroll efter land/område

### Europeiska unionen
Inom Europeiska unionen regleras säkerhetskontrollerna på flygplatserna av EU-gemensamma regler. Samma säkerhetskontroller genomförs vid inrikesresor, resor inom EU-området som vid utrikesresor. 
Vid säkerhetskontrollen ska kontrollanten säkerställa att personer är behöriga och att de inte för med sig något förbjudet föremål.

#### Förbjudna föremål för passagerare
- Skjutvapen och andra anordningar som kan avlossa projektiler – föremål som kan, eller ger sken av att kunna, vålla allvarlig skada genom att avlossa en projektil
- Anordningar för att förlama – anordningar som är specifikt avsedda för att förlama eller paralysera
- Föremål med vass udd eller vasst blad – föremål med vass udd eller vasst blad som kan vålla allvarlig skada
- Verktyg – verktyg som kan vålla allvarlig skada eller äventyra luftfartygets säkerhet
- Trubbiga redskap – föremål som kan vålla allvarlig skada om de används som tillhygge
- Explosiva och brandfarliga ämnen och anordningar – explosiva och brandfarliga ämnen och anordningar som kan, eller ger sken av att kunna, vålla allvarlig skada eller utgöra en risk för luftfartygets säkerhet[4]

I tillägg 4-C till bilagan till Kommissionens genomförandeförordning (EU) 2015/1998 finns exempel på föremål som skall anses uppfylla kriterierna för de olika kategorierna. Bland annat anses saxar och knivar med blad längre än 6 cm alltid vara av sådan art att de kan vålla allvarlig skada.

#### Vätskeregler

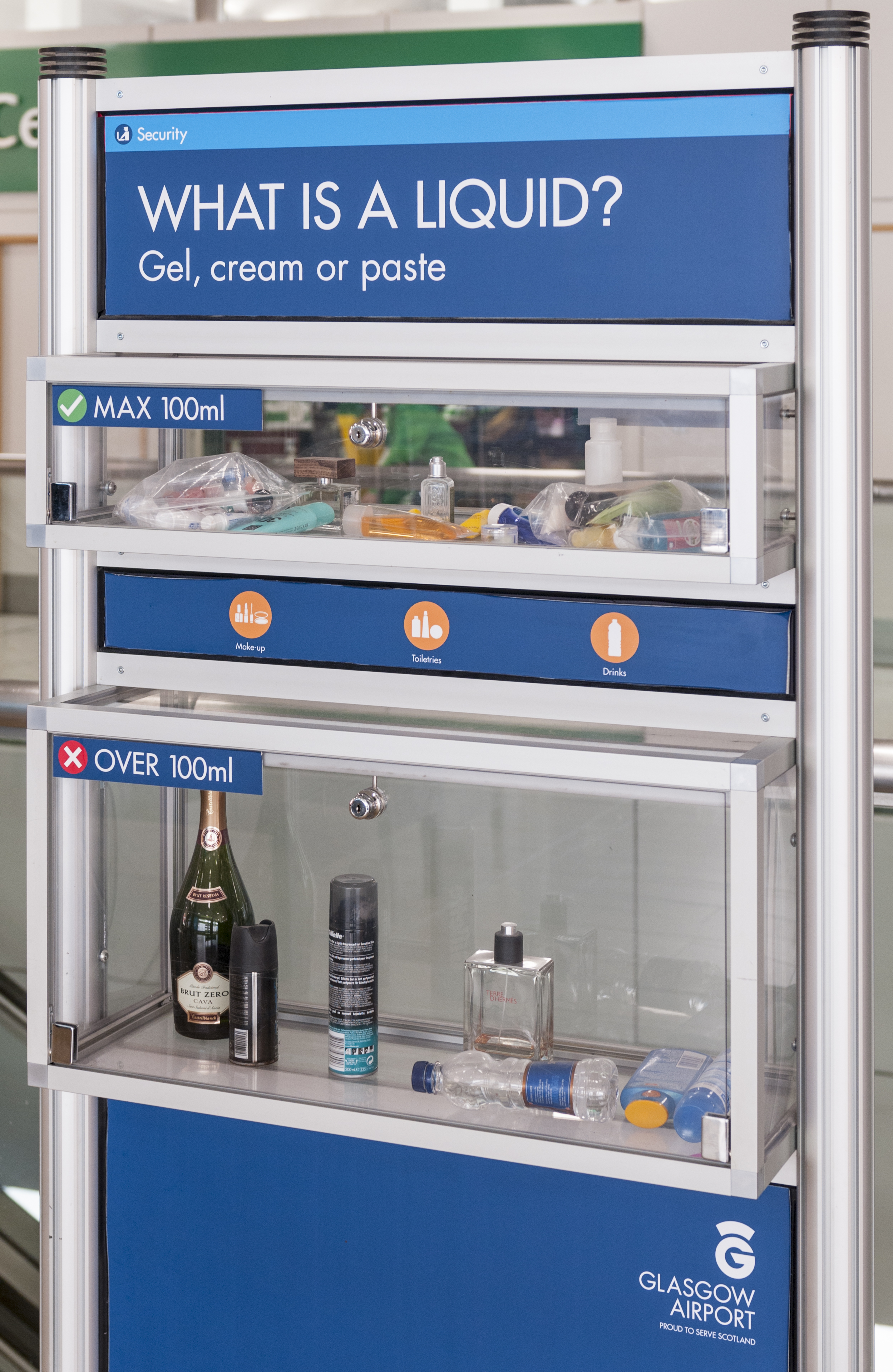
Demonstration av vätskeregler på Glasgows flygplats

Efter ett uppmärksammat tillslag i Storbritannien 2006 mot en grupp som förberett ett attentat genom att ta med vätskor som kunde användas för att skada luftfarten införde EU-kommissionen regler avseende vätskor i handbagaget. 
Egentligen avser regelverket såväl vätskor som aerosoler och geléer. Detta inkluderar krämer, blandningar av vätska och fasta ämnen samt innehåll i tryckbehållare, t.ex. tandkräm, hårgelé, drycker, soppor, saft, parfym, raklödder och annat med liknande konsistens. I Sverige har Transportstyrelsen utkommit med en egen tolkning av betydelsen av vätska.
Alla vätskor skall före kontrollen visas upp och deklareras för kontrollanten innan handbagaget säkerhetskontrolleras.
Vätskor som inte omfattas av något undantag skall finnas i behållare som rymmer maximalt 100 ml. Behållarna ska vara placerade i en genomskinlig, återförslutningsbar plastpåse med en volym på högst 1 liter. Innehållet i plastpåsen ska rymmas i påsen utan problem och påsen ska vara helt stängd.
Väskor som inte behöver rymmas i plastpåsen är sådana som är avsedda att användas under resan av medicinska skäl eller som ingår i en särskild diet, inbegripet barnmat. Även vätskor som köpts på flygplats eller ombord på flygplan och som ligger i säkerhetspåse (STEB) kan undantas från volymkraven.
På senare tid har vissa kontroller fått utrustning som medger kontroll av vätskor som ligger kvar i handbagaget, dessa behöver då inte visas upp.

#### Andra personkategorier
“Andra personer än passagerare”, inbegripet flygplatspersonal, är en egen personkategori och omfattas bland annat av en egen separat lista över förbjudna föremål.
Resenärer som skall utvisas, som nekats inresa av gränskontrollskäl eller som är lagligen frihetsberövade benämns “potentiellt störande passagerare” och omfattas av särskilda säkerhetskrav såväl på flygplatsen som i luften.

#### Strängare åtgärder
Medlemsstaterna får besluta om strängare regler.
I vissa EU-länder, till exempel Spanien, Grekland och Italien krävs pass eller id-kort för resor inom Schengenområdet. I andra länder såsom Sverige genomförs sådan personkontroll endast i vissa fall, vilket åligger flygbolaget att kontrollera vid incheckningen. Däremot behöver passageraren uppvisa ett boardingkort innan säkerhetskontrollen genomförs.

### Flygplatskontroll i Sverige
I Sverige utförs säkerhetskontrollen av polismän och särskilt förordnade flygplatskontrollanter med särskilda befogenheter. Kontrollanterna tillämpar såväl EU-gemensamma bestämmelser som svensk lag. Exempelvis kan en kniv som inte anses "kunna vålla allvarlig skada", och därför inte omfattas av EU-kommissionens lista över förbjudna föremål, vara förbjuden enligt svenska knivlagen.
Om en kontrollant påträffar ett föremål som är förbjudet eller som kan komma till användning vid brott som utgör fara för säkerheten vid luftfart skall den antingen ta föremålet i beslag eller uppmana innehavaren att förvara det så att det inte kan användas till brott. En passagerare kan exempelvis ges alternativ så som att slänga föremålet, posta föremålet hem, checka in föremålet (om det får checkas in) eller lämna det till förvaring om sådan erbjuds på flygplatsen. En person som inte följer kontrollantens uppmaning får avvisas eller avlägsnas. Tas föremålet i beslag överlämnas det till den polisman som ansvarar för kontrollens ledning.